# Willem de Roos (militair)
Wilhelmus Leonardus de Roos (Zwolle, 1 september 1906 – Richmond, 9 juni 1986) was Nederlands militair tijdens de Tweede Wereldoorlog, die de Militaire Willemsorde ontving voor dapperheid tijdens gevechten te Hedel in 1945.

## Jeugd en inlijving
Willem de Roos woonde als kind in de Celestraat 21 in Zwolle, in de wijk Assendorp. Hij was de middelste, zijn broer was ouder, zijn zusje jonger dan hij. Hij was een avonturier en op 13-jarige leeftijd wilde hij naar Canada gaan. Zijn ouders hielden hem niet tegen maar gaven hem ook geen geld mee. Hij kwam bij een boerenbedrijf in Saskatchewan terecht. Daarna had hij steeds ander werk, onder andere in de kolen- en zelfs in de goudmijnen. Hij trouwde in 1932 met een Canadese vrouw, bij wie hij een dochter kreeg.
Hij had vrijstelling van dienst voor zolang hij in Canada bleef, maar toen de oorlog uitbrak werd hij in 1941 toch opgeroepen en ingedeeld bij de Nederlandse troepen in Canada. Hij wilde echter naar Engeland gaan. Hij vertrok in maart 1941, en in augustus zat hij in de Prinses Irene Brigade. Met een groep vrijwilligers werd hij door de PIB voor een officiersopleiding naar Suriname gestuurd. Hij werd reserve-1ste luitenant 'voor de duur der buitengewone omstandigheden'. Daarna volgde hij een cursus aan de Infantry School in Fort Benning in Georgia, en in augustus 1944 maakte hij deel uit van de troepen die in Normandië landden.

## Hedel
Op 25 en 26 april 1945 was hij betrokken bij de gevechten bij Hedel, waar twaalf kameraden sneuvelden. Na zijn uiterst moedige optreden werd hij voorgedragen voor een onderscheiding. Hij kreeg de Militaire Willems-Orde, de hoogste dapperheidsonderscheiding van Nederland, omdat hij als commandant van een verkenningspatrouille de Maas tussen Hedel en Ammerzoden was overgestoken, in Duits gebied was doorgedrongen en de gewenste inlichtingen had verkregen. 
Nadat de Duitsers Hedel waren binnengedrongen, had hij hen op 23 april 1945 aangevallen en huis na huis gezuiverd, waarbij een groot aantal vijanden buiten gevecht werden gesteld, terwijl aan eigen zijde slechts enkele gewonden vielen. Op 25 april 1945 heeft hij een krachtige vijandelijke tegenaanval op een ander gedeelte van Hedel gestuit, opnieuw op eigen initiatief met inderhaast verzameld personeel van de staf der 1e Gevechtsgroep.
De Roos had al een Bronzen Leeuw, maar die werd bij de toekenning van MWO ingetrokken.
Om zijn acties op 24 en 25 april kreeg hij tevens het Britse Military Cross.

## Tweede huwelijk
Tijdens de bevrijding van Den Haag op 8 mei ontmoette De Roos zijn latere echtgenote Cornelia Anne van Popta. Bill en Corry, zoals ze ook werden genoemd, vertrokken naar Suriname. Hij verliet de dienst, ze trouwden en gingen in Albina wonen. Hij werkte in de bosbouw en ging weer goud zoeken. In de jaren vijftig kwamen ze met hun zoon Ronald naar Den Haag terug, maar in 1958 verhuisden ze naar Canada. De Roos overleed op 9 juni 1986 in Richmond, zijn weduwe overleed op 12 juli 2009 in Langley, British Columbia.

## Onderscheiden
- Bronzen Leeuw (ingetrokken)
- Militaire Willems-Orde
- Military Cross